# Varpanen (sjö i Kangasniemi, Södra Savolax)
Varpanen är en sjö i kommunen Kangasniemi i landskapet Södra Savolax i Finland. Arean är 39 hektar och strandlinjen är 4,12 kilometer lång. Sjön  ingår i Kymmene älvs huvudavrinningsområde.   Den ligger omkring 63 kilometer nordväst om S:t Michel och omkring 240 kilometer norr om Helsingfors. 
Varpanen ligger sydväst om Ylemmäinen. 